# 253
El año 253 (CCLIII) fue un año común comenzado en sábado del calendario juliano, en vigor en aquella fecha.
En el Imperio romano el año fue nombrado como el del consulado de Volusiano y Claudio o, menos comúnmente, como el 1006 Ab urbe condita, siendo su denominación como 253 posterior, de la Edad Media, al establecerse el Anno Domini.

## Acontecimientos
- Imperio romano: el emperador Treboniano Galo acude a sofocar la rebelión de Emiliano; al verse en desventaja sus tropas le dan muerte y se unen a este. El senado envía a Valeriano a sofocar la revuelta, las tropas de Emiliano, al verse en desventaja, le matan.
- Valeriano accede al trono imperial, con su hijo Galieno como coemperador.
- Los francos y los alamanes invaden la Galia.[1]
- 25 de junio: en Roma, Lucio I es elegido papa.
- 9 de julio: en Pérgamo (Turquía, a 30 km al este del mar Egeo 39°06′N 27°12′E / 39.1, 27.2) sucede un terremoto de X grados en la escala de Mercalli. Se desconoce el número de muertos.[2]

## Nacimientos
- Agatángelo, exmilitar romano y santo cristiano turco (n. 253).

## Fallecimientos
- Treboniano Galo y su hijo Volusiano, coemperadores de Roma.
- Emiliano, emperador romano durante 88 días.
- Junio: Cornelio, papa romano.